# دانیل باترفیلد
دانیل باترفیلد (انگلیسی: Daniel Butterfield; ۳۱ اکتبر ۱۸۳۱ – ۱۷ ژوئیهٔ ۱۹۰۱) فرد نظامی اهل ایالات متحده آمریکا بود. وی همچنین برندهٔ جوایزی همچون نشان افتخار (آمریکا) شده‌است.